# Cultura de La Tène
La cultura de la Tène fou el darrer període de l'edat de ferro preromana a l'Europa. Va abraçar un període entre el 500 i el 50 aC, amb tres períodes diferents.
Es caracteritza per una major unitat cultural dels "celtes", i un sentiment d'unitat ètnica i sobretot religiosa a través dels druides o sacerdots.

## Característiques
Amb l'arribada de l'onada de població gal·la, els trets físics, de caràcter i culturals dels celtes adopten característiques ja molt marcades. Encara que els celtes tenien bona estatura, els gals eren fins i tot més alts. Tots els pobles celtes, i els gals no n'eren excepció, eren valents. En aquesta època era característica la seva irritabilitat. També se'ls considerava exaltats. Desafiaven la mort en els combats i mataven les seves famílies si les veien en perill. Eren austers i lleials. Fins i tot vencedors en combat, respectaven l'enemic. Tenien gran afició a la beguda. Eren arrogants, busca-raons i crèduls.

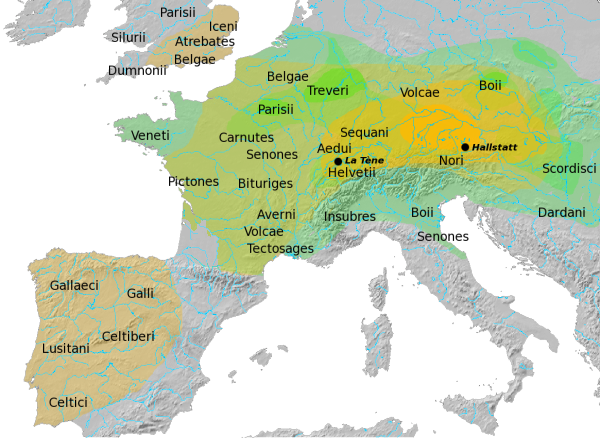
Extensió de la cultura de Hallstatt (groc) i La Tène (verd)

Els homes s'afaitaven la cara, però es deixaven grans bigotis i els cabells llargs. Les dones es cobrien el cap amb un vel, muntat sobre un aparell de ferro. Vestien túniques amb mànegues, fins per damunt dels genolls, i a sobre penjaven el sagum (casaca) o capa de llana, de bigarrats colors. Calçaven esclops i s'adornaven amb braçalets i collarets.
Practicaven la salaó de la carn, sobretot de porc, teixien la llana, adobaven pells, feien treballs de terrissaire, treballaven el cuir, feien tapissos, brodats i esmalts, i treballaven els metalls.
Per a l'agricultura utilitzaven l'arada de dues rodes.
Bevien vi, hidromel, cervesa i sidra. Menjaven pa i carn.
Es creu que van poder descobrir el sabó, el nom del qual procedeix de la paraula celta sapo. També se'ls atribueixen altres invencions: la barreja d'estany i coure, les bótes de vi i les serres mogudes per aigua.
La ceràmica no ofereix gran variació. Segueix sent sense decorar o decorada amb pintura vermella, potser d'influència ibèrica (encara que sempre més senzilla que la ceràmica ibèrica). Les urnes solen ser esfèriques igual que els vasos (esfèriques amb el peu alt). També es troben vasos dobles cònics de derivació hallstattica. Es comença a usar el torn i la pasta usada és del color de la totxana.
Les espases de l'època eren llargues, i les cenyien al costat dret. També usaven escuts de cuir de l'alçada d'una persona, i usaven arcs i fletxes, fones, carros i llances llargues amb puntes de ferro. També usaven ganivets (punyals), casc, genolleres i cotes de malles. Les espases es van escurçar en relació amb el període anterior i les boles terminals es van fer majors, atrofiant-se les antenes que van derivar en simples botons terminals. El punyal és una peça característica del període, apareixent el punyal doble globular (és a dir, que té en el mànec dos eixamplaments circulars) i l'espasa corba anomenada falcata.

## Societat
Les ciutats celtes tenien noms acabats en -dunum ('castell') i -briga ('fortalesa').
Els celtes del període de la Tène tenien com a base la família sobre la qual estava el cum o reunió de famílies emparentades amb un cap comú (institució similar al clan dels escocesos) i un emblema diferenciador (un objecte natural que, dibuixat en pedres, marcava els limites dels seus dominis). Cada cum governava sobre una comunitat, amb centre en la vertcum (vila del clan) consistent en una fortalesa al centre d'un recinte fortificat generalment circular construït sobre una elevació al voltant de la qual, en el pla, vivien els adscrits al clan. De diverses cum naixia la tribu.
Les tribus eren merament divisions generals (cada tribu tenia un castell central, potser un lloc comú de culte) però cada cum era absolutament independent. El cap del cum disposava d'un cos especial de devots, que l'assistia en la guerra i que se suïcidava en morir aquell. El cap tenia un poder absolut.
En cas de guerra podien unir-se diverses ciutats o més d'un cum, elegint-se un cap de guerra o cabdill. Excepcionalment, les tribus podien confederar-se amb fins bel·licós. Per a la guerra, disposaven d'unitats d'infanteria i de cavalleria perfectament entrenades en la seva funció.
Les pràctiques religioses havien anat augmentant la seva complexitat. En el període de La Tène adoraven els animals cobrats en les caceres, alguns animals domèstics o de pastura (cavall, toro, ase, moltó, etc.), arbres, boscos i fruits, divinitats femenines agràries (les tasques agrícoles eren pròpies de dones), la fertilitat de les plantes, els déus del comerç, la música, la guerra, el mar, els rius, les fonts i d'altres; donaven culte a les armes (martell, destral, mall i espasa); els caps de cum eren considerats déus, condició a la qual també accedien alguns herois.
Es prohibia menjar certs animals (la gallina, l'oca i la llebre). Eren supersticiosos. Creien fermament en una altra vida després de la mort. Algunes de les seves pràctiques religioses es creu que exigien sacrificis humans.
Es coneixen alguns dels seus déus: els principalseren Neto (déu del Sol), Endovèlic (déu de la bondat) i Atecina (la dea anomenada Prosèrpina pels ibers).
Els habitacles de la població havien millorat, i la casa típica en l'època era de tres habitacions: vestíbul, cuina i dormitori, amb un celler o magatzem sota el sòl.

## Els gals a la Península Ibèrica
Uns nous pobles indoeuropeus, els anomenats gals, van penetrar a la península Ibèrica cap al 500 aC. Encara que la cultura hallstattica va perdurar, els gals deixaren abundants rastres de la seva penetració. La toponímia ens mostra el seu pas per Aragó amb noms com el riu Gàllego i el riu Arva, ciutats com Mallén, Gallur, Mogallón, Munebrega, Gallocanta, Fòrum Gallorum, Galicum, Gorum, Arcobriga, etc., i altres nombrosos topònims menys coneguts. Amb els gals va penetrar la cultura de la Tène. La penetració va quedar bastant circumscrita a la zona aragonesa i a la vall de l'Ebre central.
Amb els gals s'introdueix l'anomenada cultura de la Tène. Els celtes de la cultura posthallstattica queden influïts per aquesta cultura a la qual no tarden a assimilar-se en molts aspectes, i donen origen a una sèrie de clans (els cum) agrupats en una tribu, a la capital confederal de la qual s'arribarà de vegades a emetre's moneda.